# Müller Miklós (fotóművész)
Müller Miklós (Orosháza, 1913. április 18. – Andrin, Spanyolország, 2000. január 3.) magyar-spanyol fotóművész.

| Kattints az alábbi külső linkek egyikére! | Kattints az alábbi külső linkek egyikére! |
| ----------------------------------------- | ----------------------------------------- |
| Nem található szabad kép.(?)              |                                           |
| külső link · jogvédett                    | Müller Miklós                             |

## Életrajza
Kezdetben tudományos pályán indult, jogot és politikatudományt tanult, de érdekelték a művészetek és a szociofotózás. Mivel zsidó családban született, 25 éves korában Franciaországba menekült, ahol Brassaïval és Capával dolgozott. A második világháború kitörése után Portugáliába menekült, de a salazaristák letartóztatták és kiutasították. Ezután került a spanyol protektorátus alatti Marokkóba, ahol José Ortega y Gasset, a híres spanyol filozófus segített neki spanyol munkához jutni. Néhány év után az 1950-es évek végén kapott spanyol állampolgárságot.
Az 1970-es évek során Asztúriába költözött, ahol Manuel Vicenttel szoros együttműködésben dolgozott.

## Kiállítások
- 1987: Beszélgetések a fénnyel, Pamplona.
- 1988: A Madridi Iskola, Madridi Kortárs Művészetek Múzeuma (gyűjtemény).
- 1994: Retrospektív, Madrid.
- 2013: Obras maestras. Comisario: Chema Conesa. Sala Canal de Isabel II, Madrid.

## Fordítás
- Ez a szócikk részben vagy egészben  a   Nicolás Muller című spanyol Wikipédia-szócikk fordításán alapul.  Az eredeti cikk szerkesztőit annak laptörténete sorolja fel. Ez a jelzés csupán a megfogalmazás eredetét és a szerzői jogokat jelzi, nem szolgál a cikkben szereplő információk forrásmegjelöléseként.